# Rotundabaloghia iquitosensoides
Rotundabaloghia iquitosensoides es una especie de arácnido del orden Mesostigmata de la familia Uropodidae.

## Distribución geográfica
Se encuentra en Perú.